# Марьяново (Брестская область)
Марьяново (бел. Мар’янова) — деревня в Берёзовском районе Брестской области Белоруссии. Входит в состав Сигневичского сельсовета.

## География
Деревня находится в центральной части Брестской области, при автодороге Н-102, на расстоянии приблизительно 6 километров (по прямой) к югу от города Берёза, административного центра района. Абсолютная высота — 150 метров над уровнем моря. Площадь населённого пункта — 0,4025 км².

## История
По состоянию на 1905 год, в Мариамполе проживало 178 человек. В административном отношении деревня входила в состав Ревятичской волости Пружанского уезда Гродненской губернии.
Согласно Рижскому мирному договору (1921), деревня вошла в состав межвоенной Польши. Входила в состав гмины Ревятичи Пружанского повета Полесского воеводства Польши. В 1921 году числилось 154 жителя, проживавших в 37 домах. В этническом составе населения того периода поляки составляли 100 %. В конфессиональном составе населения преобладали католики (67,5 %) и православные христиане (32,5 %).
С 1939 года в БССР, с 1940 года деревня в составе Уманского сельсовета (позднее — Сигневичского сельсовета).

## Население
По данным переписи 2019 года, в деревне проживало 17 человек.
| Год  | Население, человек |
| ---- | ------------------ |
| 1905 | 178                |
| 1921 | ↘ 154              |
| 2009 | ↘ 37               |
| 2019 | ↘ 17               |